# Orthochirus tibesti
Espèce
Orthochirus tibesti est une espèce de scorpions de la famille des Buthidae.

## Distribution
Cette espèce est endémique du massif du Tibesti au Tchad.

## Description
Le mâle holotype mesure 31,4 mm.

## Étymologie
Son nom d'espèce lui a été donné en référence au lieu de sa découverte, le massif du Tibesti.

## Publication originale
- Lourenço, Duhem & Cloudsley-Thompson, 2012 : « Scorpions from Ennedi, Kapka and Tibesti, the mountains of Chad, with descriptions of nine new species (Scorpiones: Buthidae, Scorpionidae). » Arthropoda Selecta, vol. 21, no 4, p. 307-338 (texte intégral).